# 아하르

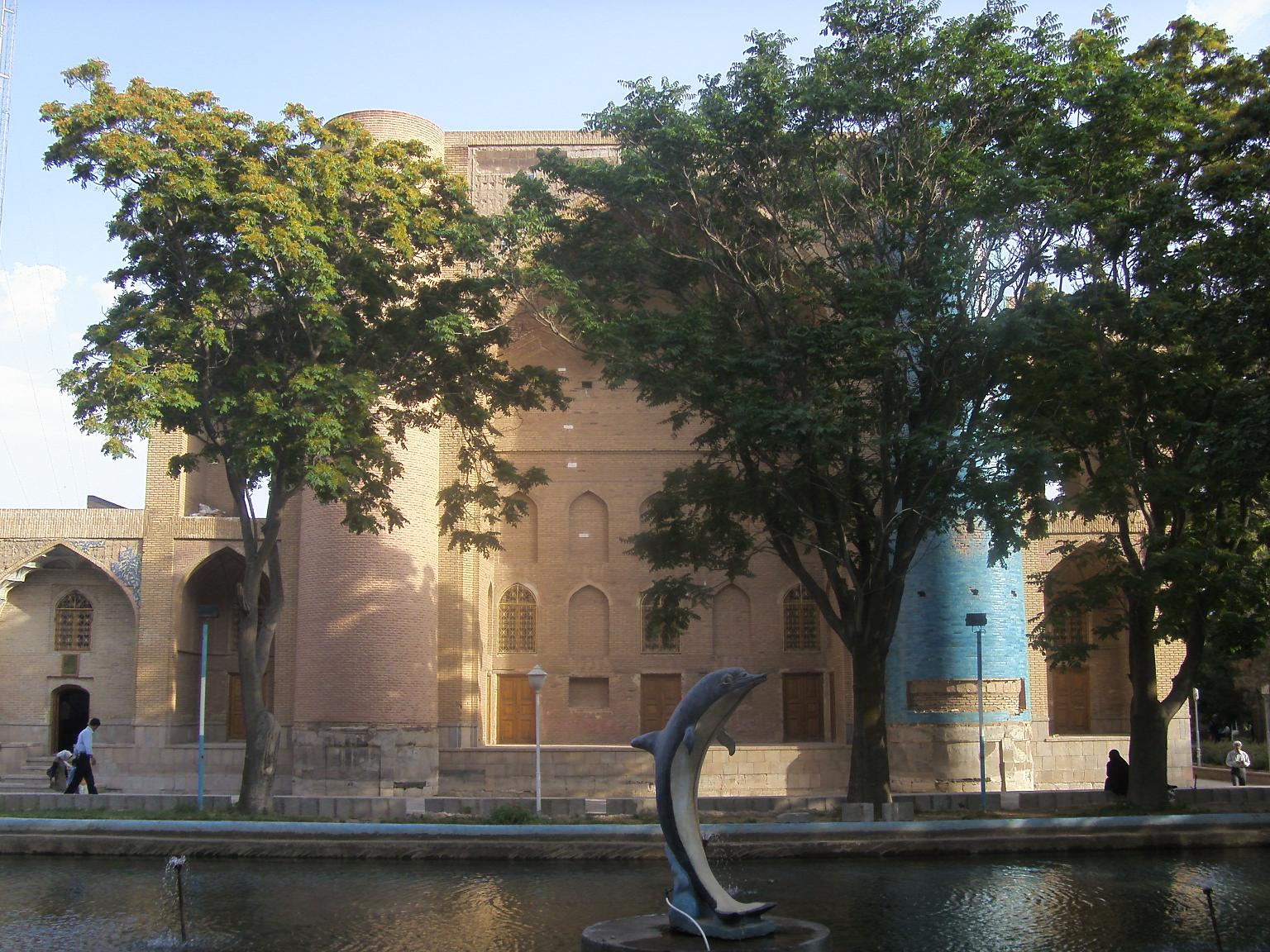
이란

아하르(Ahar)는 이란 동아제르바이잔주에 위치한 도시로, 인구는 85,782명이다.